# Bohr-Mollerups sætning
I matematisk analyse er Bohr-Mollerups sætning, opkaldt efter de danske matematikere, Harald Bohr og Johannes Mollerup, som viste den, en sætning, der karakteriserer Gammafunktionen. Gammafunktionen er for x > 0 defineret ved
{\displaystyle \Gamma (x)=\int _{0}^{\infty }t^{x-1}e^{-t}\,dt},
og sætningen siger, at den er den eneste funktion, f, der på intervallet x > 0  har følgende tre egenskaber:
- {\displaystyle f(1)=1,}
- {\displaystyle f(x+1)=xf(x)\ {\mbox{for}}\ x>0} og
- {\displaystyle \ln f} er en konveks funktion.

At ln f er konveks siges ofte, at f er log-konveks; en log-konveks funktion er en funktion, hvis logaritme er konveks.